# VEB Elektronische Rechenmaschinen

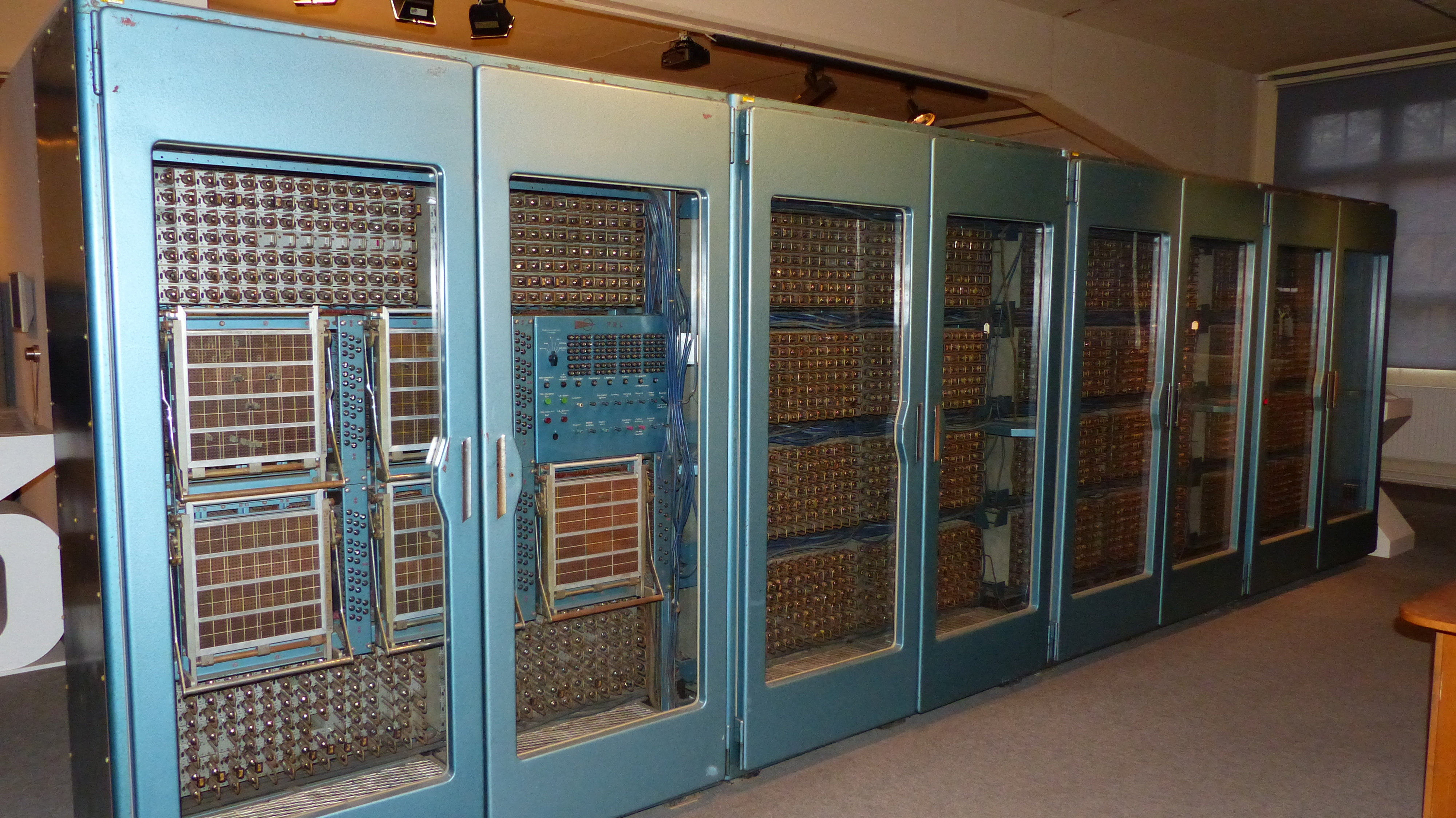
Röhren-Großrechner PRL Programmierbarer Rechner für Lochkartenmaschinen, VEB ELREMA Karl-Marx-Stadt, 1959; Exponat in den Technischen Sammlungen Dresden

Der VEB Elektronische Rechenmaschinen (umgangssprachlich Elrema genannt) war ein Volkseigener Betrieb (VEB), der am 1. April 1957 in Karl-Marx-Stadt als Wissenschaftlicher Industriebetrieb gegründet wurde. Der Betrieb ging aus einer Abteilung beim VEB Buchungsmaschinenwerk Karl-Marx-Stadt (vormals Astrawerke) hervor, die sich mit der Entwicklung elektronischer Zusatzmodule für Buchungsmaschinen befasste. 1964 wurde ELREMA unter die Leitung des VVB Datenverarbeitungs- und Büromaschinen Erfurt gestellt. Schließlich wurde der Betrieb mit der Gründung des Kombinates Robotron 1969 als Fachgebiet Geräte in das Großforschungszentrum (das spätere Zentrum für Forschung und Technik) des Kombinates eingegliedert.
Im VEB Elektronische Rechenmaschinen wurden beispielsweise folgende Datenverarbeitungsanlagen entwickelt und in die Produktion übergeleitet:
- SER 2a
- Robotron 100
- Robotron 300
- Robotron 21

Die Entwicklung der EC 1040 (R 40) wurde im ELREMA begonnen, aber im Fachgebiet Geräte (unter dem Dach des Kombinates Robotron) vollendet.
Im VEB Elektronische Rechenmaschinen wurden im Jahre 1957 der Begriff und das Warenzeichen Robotron (aus den Worten Roboter und Elektron) kreiert.